# Sásd
Sásd là một thành phố thuộc hạt Baranya, Hungary. Thành phố này có diện tích 14,88 km², dân số năm 2010 là 3339 người, mật độ 224 người/km².